# Stefan Żeromski

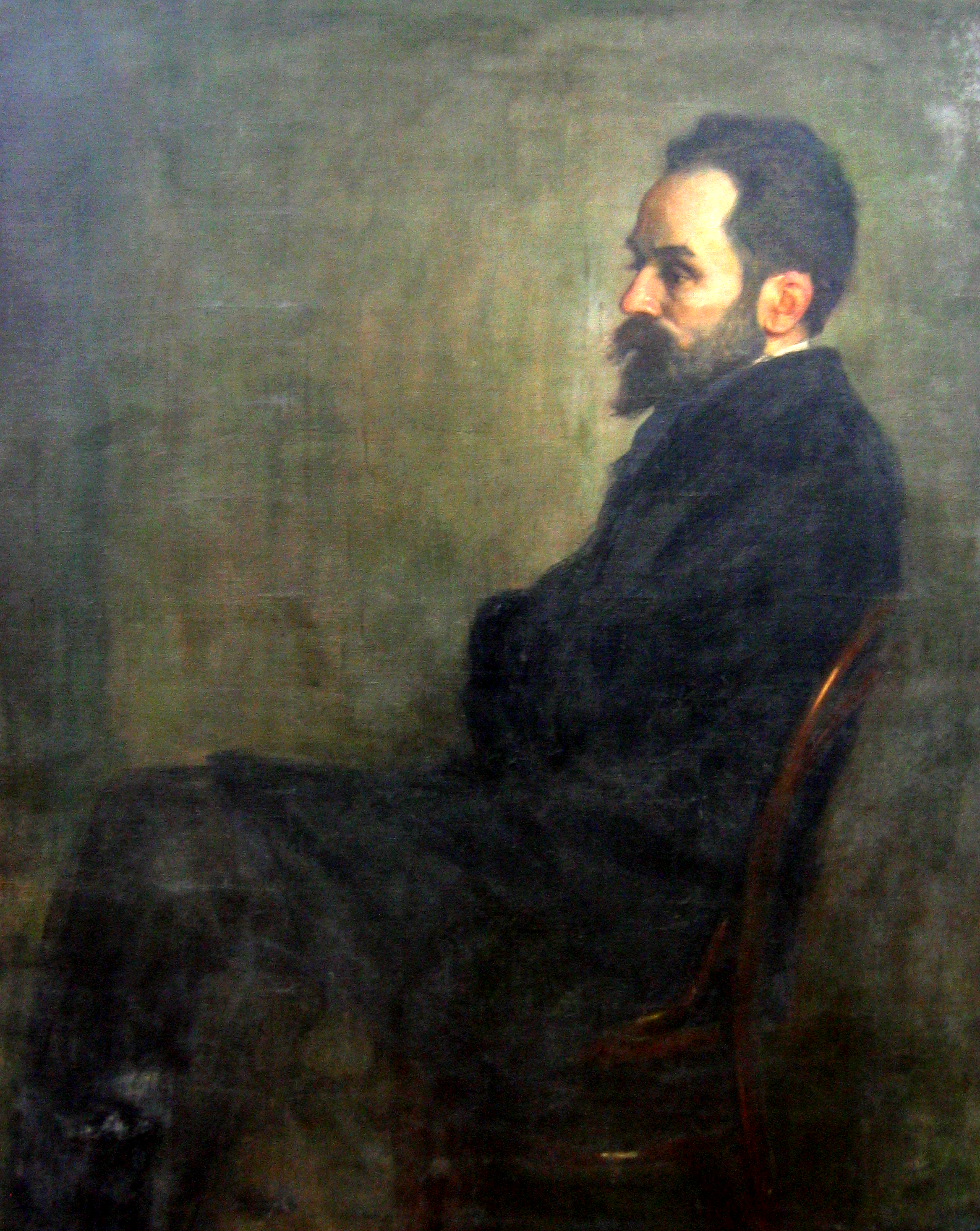
Retrato de Żeromski, por Niewiadomski (1900).

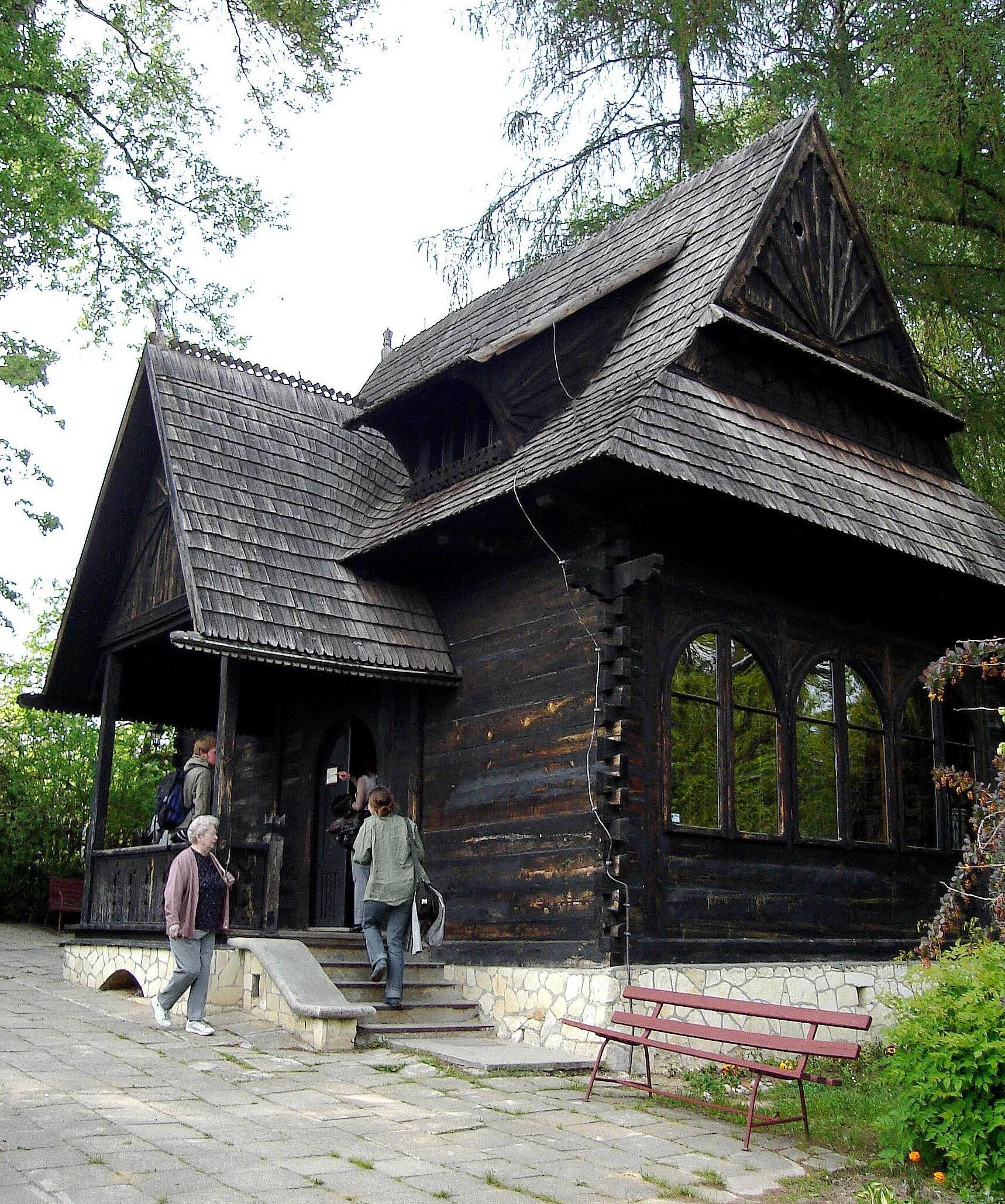
Casa de Żeromski en Nałęczów.

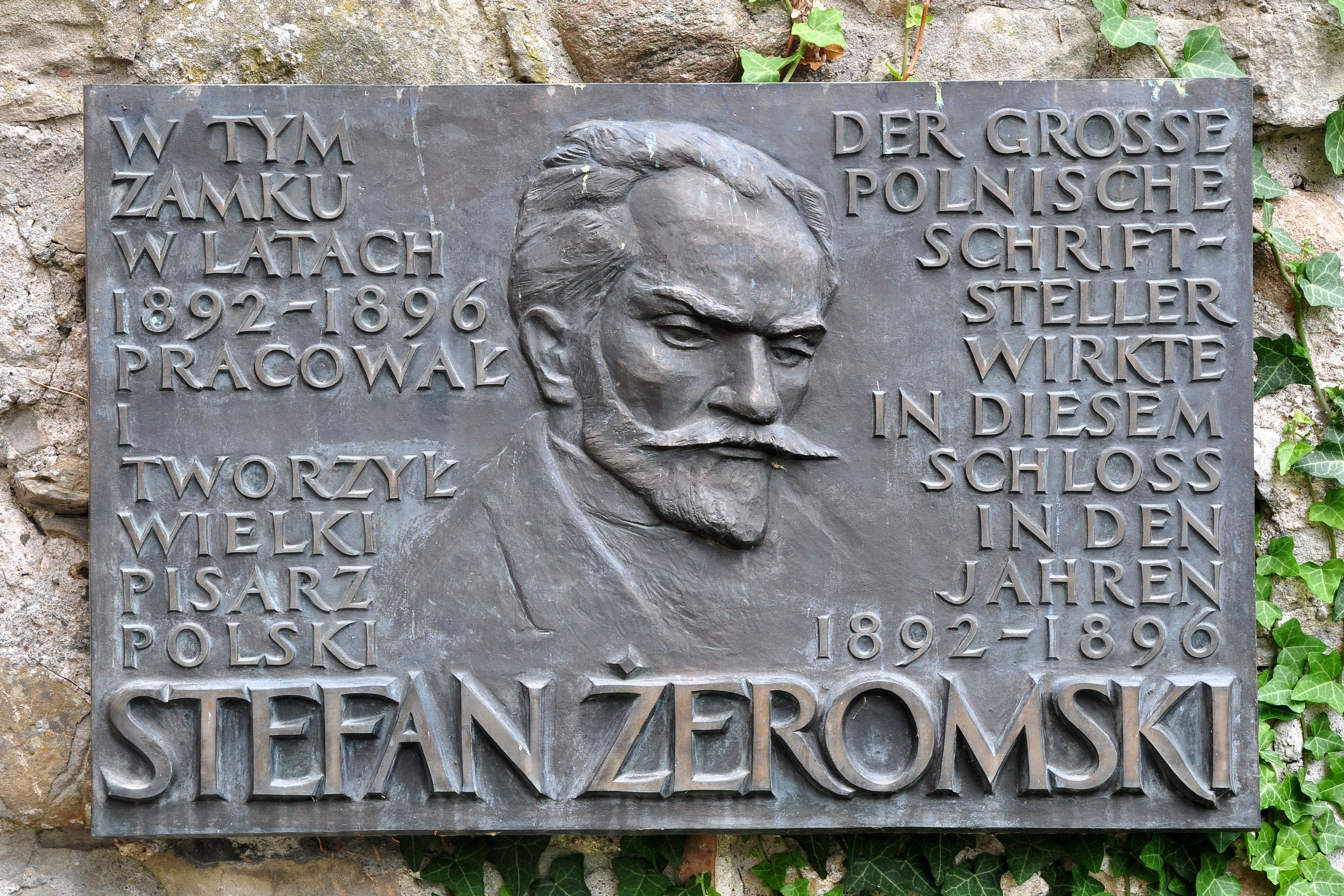
Placa en memoria de Żeromski en el Castillo de Rapperswil.

Stefan Żeromski (AFI: [ˈstɛfan ʐɛˈrɔmski]; 14 de octubre de 1864–20 de noviembre de 1925) fue un novelista y dramaturgo polaco. Fue descrito como «la conciencia polaca».
También escribió bajo los pseudónimos Maurycy Zych, Józef Katerla y Stefan Iksmoreż. Fue nominado cuatro veces para el Premio Nobel de Literatura.

## Biografía
Stefan Żeromski nació el 14 de octubre de 1864 en Strawczyn, cerca de Kielce.
El 2 de septiembre de 1892, se casó con una viuda, Oktawia Rodkiewiczowa, cuyo apellido de soltera era Radziwiłłowiczówna, a quien conoció en el balneario de Nałęczów, que pertenecía en parte a su padrastro. Uno de los testigos de la boda fue el novelista Bolesław Prus, un admirador de Oktawia que no había sido partidario del matrimonio.
Los recién casados se trasladaron a Suiza, donde Żeromski trabajó de bibliotecario en el Museo Nacional Polaco de Rapperswil entre 1892 y 1896. Por petición de Oktawia, Prus, aunque no era admirador de los escritos de Żeromski, proporcionó a la necesitada pareja la ayuda que pudo aportar.
En 1913, Żeromski formó una nueva familia con la pintora Anna Zawadzka, a quien conoció en 1908; tuvieron una hija, Monika.
En 1924, en reconocimiento de los logros de Żeromski, el presidente Stanisław Wojciechowski le concedió un piso de tres habitaciones en la segunda planta del Castillo Real de Varsovia.
El mismo año, fue nominado al Premio Nobel de Literatura.
Murió el 20 de noviembre de 1925 en Varsovia.
Varias de sus novelas fueron adaptadas al cine: Dzieje grzechu (por Walerian Borowczyk), Popioły (Andrzej Wajda) y Przedwiośnie (Filip Bajon).

## Obras
- Przedwiośnie (Alba de la primavera), publicada en 1925. En español, se tradujo en 1931 con el título Viento del este (Madrid: Ediciones Ulises; traducción por Mauricio Aster y C.M. Arconada).
- Syzyfowe prace (Los trabajos de Sísifo) sobre los esfuerzos zaristas de los siglos XIX y XX de rusificar la parte de Polonia ocupada por Rusia.
- Popioły (Cenizas, 1902–1903)
- Wierna rzeka (El río fiel 1912)
- Rozdziobią nas kruki, wrony (Nos devorarán los cuervos, las cornejas)
- Ludzie bezdomni (Personas sin hogar, 1899)
- Dzieje grzechu (La historia de un pecado)
- Duma o hetmanie
- Sułkowski
- Róża (La rosa)
- Uroda życia
- Walka z szatanem (La lucha contra Satán)
- Wiatr od morza (Viento del mar)
- Uciekła mi przepióreczka (Se me ha escapado una codorniz)

Las obras de Żeromski han sido traducidas a varios idiomas.